# Hi Hi
「Hi Hi」（ハイハイ）は、PUFFYの19枚目のシングル。2005年11月16日発売。発売元はキューンレコード。

## 解説
- J-オイルミルズ「AJINOMOTO さらさらキャノーラ油」CMソング。
- テレビ東京系『おはスタ』内アニメ『ハイ!ハイ!パフィー・アミユミ』主題歌。
- 「Puffy AmiYumi」名義での発売になっている。
- PUFFYの歴代シングルの中で、売上ワースト1の曲。

## 収録曲
1. Hi Hi
作詞：Andy Sturmer・Puffy AmiYumi、作曲：Andy Sturmer
2. Hi Hi 〜The READYMADE toon jingle 2005〜
作詞：Andy Sturmer・Puffy AmiYumi、作曲：Andy Sturmer、remixed by KONISHI yasuharu
3. Hi Hi 〜TV MIX〜

## 演奏
- PUFFY：ボーカル
- 奥田民生：ギター
- アンディ・スターマー：ドラムス、キーボード、ギター
- 根岸孝旨：ベース
- ジョン・フィールズ：ギター、ベース

## 収録アルバム
- Hit&Fun (#1)
- Hi Hi Puffy AmiYumi (#1、３）